# Pleurocrypta
Pleurocrypta es un género de crustáceo isópodo marino de la familia Bopyridae.

## Especies
- Pleurocrypta amphiandra Codreanu, Codreanu & Pike, 1966
- Pleurocrypta floridana Markham, 1974
- Pleurocrypta galateae Hesse, 1865
- Pleurocrypta intermedia Giard & Bonnier, 1890
- Pleurocrypta keiensis Nierstrasz & Brender à Brandis, 1931
- Pleurocrypta langi Van Name, 1920
- Pleurocrypta longibranchiata Bate & Westwood, 1868
- Pleurocrypta longicornis Hesse, 1876
- Pleurocrypta macrocephala Nierstrasz & Brender à Brandis, 1923
- Pleurocrypta marginata G.O. Sars, 1898
- Pleurocrypta meridionalis Lemos de Castro & Brasil Lima, 1975
- Pleurocrypta microbranchiata G.O. Sars, 1898
- Pleurocrypta petrolisthis Markham, 1988
- Pleurocrypta piriformis Bourdon, 1968
- Pleurocrypta porcellanae Hesse, 1876
- Pleurocrypta porcellanaelongicornis Hesse, 1876
- Pleurocrypta strigosa Bourdon, 1968
- Pleurocrypta yatsui Pearse, 1930